# Tour de Georgia
Tour de Georgia – wieloetapowy wyścig kolarski rozgrywany w kwietniu w stanie Georgia w USA.
Pierwsza oficjalna edycja rozegrana została w 2003, a pierwszym zwycięzcą był Amerykanin Christopher Horner. W wyścigu triumfowali zazwyczaj reprezentanci gospodarzy (Amerykanie zwyciężali 4 razy na 6 edycji). Żaden kolarz nie wygrał wyścigu więcej niż jeden raz.
Wyścig należał do UCI America Tour i posiadał kategorię 2.HC.

## Zwycięzcy
| Rok  | Pierwsze          | Drugie                | Trzecie           |
| ---- | ----------------- | --------------------- | ----------------- |
| 2003 | Chris Horner      | Fred Rodriguez        | Nathan O’Neill    |
| 2004 | Lance Armstrong   | Jens Voigt            | Chris Horner      |
| 2005 | Tom Danielson     | Levi Leipheimer       | Floyd Landis      |
| 2006 | Floyd Landis      | Tom Danielson         | Jarosław Popowycz |
| 2007 | Janez Brajkovič   | Christian Vande Velde | David Cañada      |
| 2008 | Kanstancin Siucou | Trent Lowe            | Levi Leipheimer   |